# Јуре Чуле
Јуре Чуле (Крушево, код Мостара, 1906 — Београд, 1997) био је учесник Народноослободилачке борбе, официр Југословенске народне армије и друштвено-политички радник СР Србије.

## Биографија
Рођен је 1906. у Крушеву, код Мостара. Након изучавања сточарског заната дошао је у Београд, где се запослио. Као радник се прикључио револуционарном радничком покрету и 1938. постао члан тада илегалне Комунистичке партије Југославије (КПЈ).
Након окупације Југославије, 1941. као партијски илегалац је деловао у окупираном Београду, као секретар једне партијске ћелије. Радио је на окупљању људи, сакупљању помоћи за Народноослободилачки покрет (НОП) и др, а учествовао је и у оружаним акцијама. Након напуштања Београда, прешао је у Земун, где је био члан Градског комитета КПЈ, а потом је био члан Среског комитета КПЈ у Имотском.
Године 1944. ступио је у Народноослободилачку војску (НОВЈ), где је остао и након завршетка рата и њене трансформације у Југословенску армију (ЈА). У војсци се налазио на разним дужностима — политички комесар батаљона, политички комесар инжињеријске бригаде, политички комесар понтоњерске бригаде, инструктор Политичког одељења Пете армије, политички комесар београдског војног округа, инструктор кадровског одељења Политичке управе у Новом Саду и др.
Након демобилизације, завршио је двогодишњу Вишу партијску школу „Ђуро Ђаковић”. Био је члан Општинског комитета Савеза комуниста у Земуну и директор предузећа „Телеоптик”.
Умро је 1997. у Београду и сахрањен је у Алеји заслужних грађана на Новом гробљу.
Носилац је Партизанске споменице 1941. и других југословенских одликовања, међу којима су — Орден заслуга за народ другог реда, Орден братства и јединства другог реда, Орден за храброст, Орден партизанске звезде трећег реда и др.